# 312 v. Chr.
Portal Geschichte | Portal Biografien | Aktuelle Ereignisse | Jahreskalender | Tagesartikel

◄ |
5. Jahrhundert v. Chr. |
4. Jahrhundert v. Chr. |
3. Jahrhundert v. Chr. |
►

◄ | 330er v. Chr. | 320er v. Chr. | 310er v. Chr. | 300er v. Chr. |
290er v. Chr. |
►

◄◄ | ◄ | 315 v. Chr. | 314 v. Chr. | 313 v. Chr. | 312 v. Chr. |
311 v. Chr. |
310 v. Chr. |
309 v. Chr. |
► |
►►

## Ereignisse

### Römische Republik

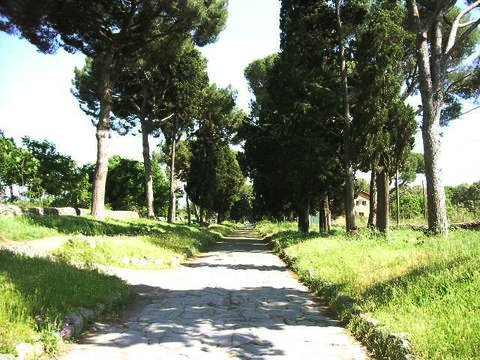
Via Appia Antica südlich der Porta San Sebastiano (Rom)

- Der Zensor Appius Claudius Caecus lässt eine 16 km lange Trinkwasserleitung, den nach ihm benannten Aquädukt Aqua Appia, nach Rom bauen. Des Weiteren wird der Bau der ebenfalls nach ihm benannten Via Appia, einer (Heer-)Straße zur Verbindung von Rom mit Süditalien, veranlasst.

### Reich Alexander des Großen/Diadochenkriege
- Ptolemaios I. und Seleukos I. besiegen Demetrios I. Poliorketes, den Sohn des Antigonos I. Monophthalmos, in der Schlacht von Gaza. Daraufhin kann Seleukos I. Mesopotamien endgültig als Herrschaftsgebiet gewinnen. Es ist der Beginn des Seleukidenreiches. Mit diesem Jahr beginnt auch die Seleukidische Ära.
- Der illyrische König Glaukias erobert die griechische Stadt Epidamnos.

## Gestorben
- Peithon, makedonischer Offizier